# Grenadas fodboldforbund
Grenada Football Association er det styrende organ for fodbold i Grenada.